# ビーン (映画)
『ビーン』（原題: Bean）は、1997年に製作されたコメディ映画。イギリスとアメリカの共同製作。日本では1998年に劇場公開された。

## 解説
イギリスのITVで放送された人気コメディ番組『Mr.ビーン』の劇場版作品。舞台をアメリカのロサンゼルスに移し、ジェームズ・マクニール・ホイッスラーの名画『母の肖像』を巡って引き起こす騒動を描く。
ビーンの話すシーンが多いなど、テレビシリーズと比較してやや設定変更がみられる。また、過去にテレビシリーズで行なわれたコメディ（「マグカップを割ってしまったため仕方なく口の中でコーヒーを作って飲む」「中身の入ったエチケット袋を潰してゲロを撒き散らす」）も盛り込まれ、テレビシリーズでおなじみのミニやテディも、場面は少ないが登場する。ビーンがイギリス人ということもあって、チャールズ3世（当時皇太子）の風貌を揶揄するセリフがあるほか、随所にザ・ビートルズの楽曲が用いられている。

## ストーリー

『灰色と黒のアレンジメント-母の肖像』1871年 オルセー美術館

名画『ホイッスラーの母の肖像』がパリのオルセー美術館から、アメリカのロサンゼルスにあるグリアソン美術館に展示されることになった。ロンドンのナショナル・ギャラリーの学芸員達は、とんでもないトラブルメーカーの警備員だが会長に気に入られているビーンを厄介払いするために、ビーンを美術の専門家に仕立ててロサンゼルスに派遣する。一方、グリアソン美術館の学芸部長であるデヴィッドは、ビーンを自宅に泊めることを提案するが、家族から猛反発を受ける。案の定、ビーンは空港に到着して早々に警備員が拳銃を持っているのに興奮し、拳銃を持っているふりをしているうちに空港を大混乱させてしまう。
翌日、ビーンは美術館に招かれるが、そこでも洗面所の蛇口をひねりすぎて股間を濡らしてしまったことをきっかけに美術館の面々からは変人と思われてしまった上、公開セレモニーでの本格的なスピーチを任されてしまう。デヴィッドは不安になりながらもビーンを自宅に連れ帰ったが、デヴィッドの妻子も実家に帰ってしまった。ビーンの希望で遊園地に行った2人だが、ビーンはそこでもアトラクションのプログラムを勝手に変更して警察の世話となる。帰宅した2人だったが、そこヘ突然グリアソン夫妻が訪ねて来る。デヴィッドはビーンに無理矢理料理を作らせるが、今度は電子レンジを爆発させる。デヴィッドはようやくビーンが美術の専門家でないことに気づく。
ようやく『ホイッスラーの母の肖像』が美術館に到着。警備手順の説明のためデヴィッドたちは部屋を出て行き、ビーンは1人絵の前に残されたが、絵に向かって洟を飛ばしてしまう。布巾で拭き取ろうとしたが、ポケットのペンが液漏れしていたせいで母の肖像の顔部分が汚れてしまう。ビーンはワゴンを装ったり、外壁を伝うなどして修繕室に到着し、シンナーでインクを取り去ることに成功したが、シンナーが強すぎて元の肖像まで溶け、さらに強くこすったことで顔の部分が完全に消え去ってしまった。絵が無いことに気づいたデヴィッドは慌てているビーンに詰問、顔が消えてビーンによって「ピノキオのお父ちゃんみたいな」落書きがしてあるのを見て狂乱してしまう。落胆した2人は、泥酔したまま帰宅。帰っていた家族にも呆れられ、離婚すらも仄(ほの)めかされてしまう。深夜、物思いにふけるビーンであったが、ケヴィンの「ポスター」という言葉を聞き、あることを思いつく。
深夜に美術館に忍び込み、傷めた絵画をポスターと差し替えるビーン。購入資金の出資者を招いたマスコミへのお披露目は無事に済んだが、続く「ビーン博士のスピーチ」は何の用意も出来ていなかった。それでも、ラングレー家に滞在して家族愛を学んだと語り、良いことを話した風に拍手喝采を浴びるビーン。
ラングレーの娘のジェニファーがバイク事故に遇った。会場から病院に駆けつけるラングレーとビーン。医者に化け、手術で患者の腹から銃弾を取り出したり、意識が戻らないジェニファーを偶然に覚醒させて感謝されるビーン。
ジェニファーを回復させたお礼に、もう一週間、ラングレー家に泊めてもらい、家族とドタバタながら楽しく過ごして帰国するビーン。彼の自宅には顔が変わったホイッスラーの原画が飾られていた。

## キャスト
| 役名                     | 俳優                     | 日本語吹き替え                        | 日本語吹き替え                                          | 日本語吹き替え                                                                                                  | 日本語吹き替え |
| 役名                     | 俳優                     | VHS・DVD版                            | フジテレビ版                                            | 日本テレビ版 | BD版           |
| ------------------------ | ------------------------ | ------------------------------------- | ------------------------------------------------------- | --- | -------------- |
| Mr.ビーン                | ローワン・アトキンソン   | 広川太一郎                            | 滝口順平                                                | 岩崎ひろし | 江原正士       |
| デヴィッド・ラングレー   | ピーター・マクニコル     | 家中宏                                | 江原正士                                                | 中尾隆聖 | 納谷六朗       |
| アリソン・ラングレー     | パメラ・リード           | 杉村理加                              | 一城みゆ希                                              | 佐々木優子 | 相沢恵子       |
| ジェニファー・ラングレー | トリシア・ヴェッセイ     | かないみか                            | 松井菜桜子                                              | 柚木涼香 |                |
| ケヴィン・ラングレー     | アンドリュー・ローレンス | 高乃麗                                | 津野田なるみ                                            | 亀井芳子 |                |
| ジョージ・グリアソン     | ハリス・ユーリン         | 飯塚昭三                              | 川久保潔                                                | 中村正 | 小山武宏       |
| エルマー                 | ラリー・ドレイク         | 島香裕                                | 玄田哲章                                                | | 島香裕         |
| 会長                     | ジョン・ミルズ           | 有本欽隆                              | 清川元夢                                                | | 城山堅         |
| ニュートン将軍           | バート・レイノルズ       | 有本欽隆                              | 富田耕生                                                | 飯塚昭三 | 小島敏彦       |
| ウォルトン長官           | ピーター・イーガン       | 八木光生                              | 上田敏也                                                | | 小島敏彦       |
| ブルータス警部補         | リチャード・ガント       | 大友龍三郎                            | 大平透                                                  | 池田勝 | 沢木郁也       |
| ウォルター・ハントリー   | トム・マッゴーワン       | 山野井仁                              | 龍田直樹                                                | | 西村知道       |
| バトラー刑事             | クリス・エリス           | 山野井仁                              |                                                         | | 西村知道       |
| ジェイコブソン医師       | デヴィッド・ドーティ     | 遠藤純一                              |                                                         | | 島香裕         |
| 不明 その他              | N/A                      | 寺内よりえ 達依久子 幸田夏穂 横尾まり | 小山茉美 中嶋一成 小出悦子 桜澤凛 荒井静香 田尻ひろゆき | 日野由利加 石森達幸 上田敏也 松井範雄 土師孝也 横尾まり 桐本琢也 滝沢ロコ 加藤亮夫 志村知幸 斉藤恵理 村上あかね |                |

### 吹き替えについて
原語でのビーンはテレビシリーズと同様、ほぼ言葉を発さず無音の状態だが、吹き替えではいずれもビーンの担当声優がそれぞれ無音の演技に独自にアドリブなどを加えている。
VHS・DVD版での広川太一郎は独自のアドリブを加え、他の吹き替えでの滝口順平、江原正士は鼻歌を口ずさむといったビーンの行動を誇張する声の演技が入る。広川は後年、自身の演じた「しゃべり過ぎのビーン」に対して「本来のキャラクターのイメージと違うため嫌う人もいると思う」としつつ、他の吹き替えが存在することにも触れ「原作に忠実に吹き替えるのもあってよし、それをぶっ壊したものがあってもいいじゃないかということで、しゃべり過ぎのビーンをつくったんです」と話している。
- VHS・DVD版：1998年8月21日発売のVHSに初収録。
- フジテレビ版：初回放送2000年11月18日『ゴールデン洋画劇場』劇場版に未公開シーンを追加した特別版として放映。またTV版では劇中で使われたランディ・ニューマンの『I Love L.A』が主題歌として使用される。
- 日本テレビ版：初回放送2002年6月21日『金曜ロードショー』一部が劇場公開版、フジテレビ版とは異なる内容で放映。飛行機の中で「中身の入ったエチケット袋を潰してゲロを撒き散らす」ではなく、ビーンが「アイマスクをつけて寝ながら隣の男性の股間に顔が行き怒られる」シーンとなっている。また、ラングレー一家が出ていった後、グリアソン夫婦が家を訪ねてくるシーンでは感謝祭の七面鳥をすぐに電子レンジに強引に押し込む前のエピソードとして、ビーンが具を詰めている途中で腕時計が肉の中に入ってしまい、顔を突っ込んで探して抜けなくなるというシーンが追加されている。（玉ねぎを持ってくるシーンで頭にコック帽に見立てた新聞の帽子を被っているのはこのシーンによる頭についた具の汚れを隠す為であることが示唆されている）
- BD版：2012年4月13日発売のBDに初収録。配信にも使用。

## スタッフ
- 監督：メル・スミス
- 製作：ピート・ベネット＝ジョーンズ、エリック・フェルナー、ティム・ビーヴァン
- 共同製作：レベッカ・オブライエン
- 製作総指揮：リチャード・カーティス
- 脚本：リチャード・カーティス、ロビン・ドリスコル
- 撮影：フランシス・ケニー
- 美術監督：ピーター・ラーキン
- 衣裳：ホープ・ハナフィン
- 編集：クリストファー・ブランデン
- 音楽：ハワード・グッドール

### 日本語版
| 吹き替え       | VHS・DVD版         | BD版            | フジテレビ版         | 日本テレビ版               |
| -------------- | ------------------ | --------------- | -------------------- | -------------------------- |
| 演出           | 中野洋志           |                 | 春日正伸             | 木村絵理子                 |
| 翻訳           | 高山美香           |                 | 松崎広幸             | 松崎広幸                   |
| 調整           | 山田利陽           |                 | 栗林秀年             | 吉田佳代子                 |
| 効果           | N/A                | N/A             | 栗林秀年             | リレーション               |
| 録音           | 東京テレビセンター |                 |                      | オムニバス・ジャパン       |
| 制作担当       |                    |                 |                      | 稲毛弘之 佐藤雅之          |
| プロデューサー | 中嶋唯雄           |                 | 山形淳二             | 大塚恭司 北島有子 野地玲子 |
| 制作           | ACクリエイト       |                 | ムービーテレビジョン | 東北新社                   |
| 制作           | アミューズビデオ   | NBCユニバーサル | フジテレビ           | 日本テレビ                 |